# توني ماغواير
أنطوانيت ماغواير أو توني ماغواير (مواليد 17/9/1944) هي كاتبة إيرلندية. صدرت لها سيرتان ذاتيتان وخمس كتب سيرة شخصية ورواية واحدة.

## حياتها
ولدت ماغواير في إيرلندا لوالد إيرلندي وأم بريطانية.
بعد ولادة ماغواير بفترة وجيزة جدا ذهب والدها للخدمة في الجيش بينما انتقلت هي للعيش مع والدتها في بريطانيا في منطقة بجانب منزل جدتها في بريطانيا.

## أعمالها الادبية
- أولى كتبها هو كتاب السيرة الذاتية بعنوان «لا تخبري ماما» الذي أصدر سنة 2007 والذي يعتبر أكثر كتبها مبيعًا. ترجم إلى العربية وصدر عن المركز الثقافي العربي في العام 2016.[1][2]
- بعد نجاح كتابها الأول، تشجعت على إصدار الجزء الثاني له بعنوان «تركوا بابا يعود» وهو تكملة لمعاناتها ولكن في فترة الطفولة.